# Max Purcell
Max Purcell (født 3. april 1998 i Sydney, Australien) er en professionel tennisspiller fra Australien.